# 塞斯·劳埃德
塞斯·劳埃德（英語：Seth Lloyd，1960年8月2日—）是一名美國物理學家，也是麻省理工學院機械工程和物理學教授。
他的研究領域是資訊與複雜系統的相互作用，特別是量子系統。他在量子計算、量子通訊和量子生物學領域進行了開創性的工作，包括提出第一個技術上可行的量子計算機設計，證明量子模擬計算的可行性，證明香農雜訊通道定理的量子類似物，並設計了量子糾錯和降噪的新方法。

## 生平
勞埃德出生於1960年8月2日。他於1978年畢業於菲利普斯學院，1982年獲得哈佛學院文學學士學位。1983年和1984年，在獲得馬歇爾獎學金期間，他獲得劍橋大學數學高級研究證書和哲學碩士學位。1988年，勞埃德獲得洛克菲勒大學博士學位，導師為海茲·帕各斯。
1988年至1991年，勞埃德是加州理工學院高能物理系的博士後研究員，他與默里·蓋爾曼一起研究資訊在量子力學系統中的應用。1991年至1994年，他在洛斯阿拉莫斯國家實驗室擔任博士後研究員，在非線性系統中心從事量子計算工作。1994年，他加入麻省理工學院機械工程系的教師隊伍。1988年起，勞埃德在聖菲研究所擔任30多年的外聘教員。
在他2006年出版的《編程宇宙》一書中，勞埃德認為宇宙本身就是一台巨大的量子計算機，在運行宇宙程序的過程中，產生我們周圍看到的東西，以及我們自己。根據勞埃德的說法，一旦我們完全理解物理學定律，我們將能夠使用小規模的量子計算來完全理解宇宙。
勞埃德指出，只要計算能力按照摩爾定律增加，我們可以在600年內用計算機模擬出整個宇宙。然而勞埃德表明，在一個有限的宇宙中，快速的指數增長是有限度的，摩爾定律很可能被無限期地維持下去。
勞埃德是麻省理工學院電子學研究實驗室的首席研究員，並指導麻省理工學院的極端量子通訊理論中心 （页面存档备份，存于）（xQIT）的工作。他最近的工作主要是研究量子現象的作用，如相干性在生物現象中的作用，特別是光合作用。他也參與在技術上利用這些現象的工作。

## 愛潑斯坦事件
2019年7月間，有報導稱麻省理工學院和其他機構接受了被定罪的性罪犯杰弗里·爱泼斯坦的資助。在隨後的醜聞中，麻省理工媒體實驗室主任伊藤穰一因與愛潑斯坦的關係而從麻省理工學院辭職。勞埃德與愛潑斯坦的關係也引起了批評。勞埃德在其19篇論文中承認接受了愛潑斯坦的資助。2019年8月22日，勞埃德發表了一封信，為接受愛潑斯坦的贈款（總額為22.5萬美元）而道歉。儘管如此，爭論仍在繼續。2020年1月，應麻省理工學院公司的要求，高贏律師事務所發布了一份關於麻省理工學院與愛潑斯坦的所有互動的報告。作為報告的結果，2020年1月10日，勞埃德被置於帶薪行政休假狀態。勞埃德極力否認他在從愛潑斯坦那裡得到的資金來源方面誤導了麻省理工學院。這一拒絕得到了麻省理工學院後續調查的驗證，調查結論是勞埃德沒有試圖規避麻省理工學院的審查程序，也沒有試圖隱瞞捐贈者的名字，勞埃德被允許繼續他在麻省理工學院的終身教職。然而麻省理工學院事實調查委員會的大多數成員，但不是所有成員，都認為勞埃德違反了麻省理工學院的利益衝突政策，沒有向麻省理工學院透露關於愛潑斯坦背景的關鍵公開信息，因此勞埃德將受到一系列行政處罰，為期5年。

## 榮譽
- 美國物理學會會士（2007年）[18]
- 國際量子通訊獎（2012年）[19]

## 著作
- Lloyd, Seth.  (PDF) (Ph.D.论文). The Rockefeller University. 1988. （原始内容 (PDF)存档于2012-06-07）.
- Lloyd, S. . Nature. 2000-08-31, 406 (6799): 1047–1054. Bibcode:2000Natur.406.1047L. PMID 10984064. S2CID 75923. arXiv:quant-ph/9908043v3 . doi:10.1038/35023282.
- Lloyd, Seth. . Physical Review Letters. 2001-10-24, 88 (23): 237901  [2023-02-14]. PMID 12059399. arXiv:quant-ph/0110141 . doi:10.1103/PhysRevLett.88.237901. （原始内容存档于2023-02-03）.
- Lloyd, S., Programming the Universe: A Quantum Computer Scientist Takes On the Cosmos, Knopf, March 14, 2006, 240 p., ISBN 1-4000-4092-2
- Interview: Quantum Hanky Panky:  A Conversation with Seth Lloyd （页面存档备份，存于） (video), Edge Foundation, 2016
- Interview: The Computational Universe: Seth Lloyd （页面存档备份，存于） (video), Edge Foundation, 2002
- Lecture: The Black Hole of Finance （页面存档备份，存于） (video), Santa Fe Institute

## 外部連結
- Google Scholar page （页面存档备份，存于）
- Personal web page （页面存档备份，存于）
- "Crazy Molecules: Pulse Berlin Interview" （页面存档备份，存于）
- Programming the Universe （页面存档备份，存于）
- Radio Interview （页面存档备份，存于） from This Week in Science September 26, 2006 Broadcast
- 塞斯·劳埃德在數學譜系計畫的資料。